# Rahşan Ecevit

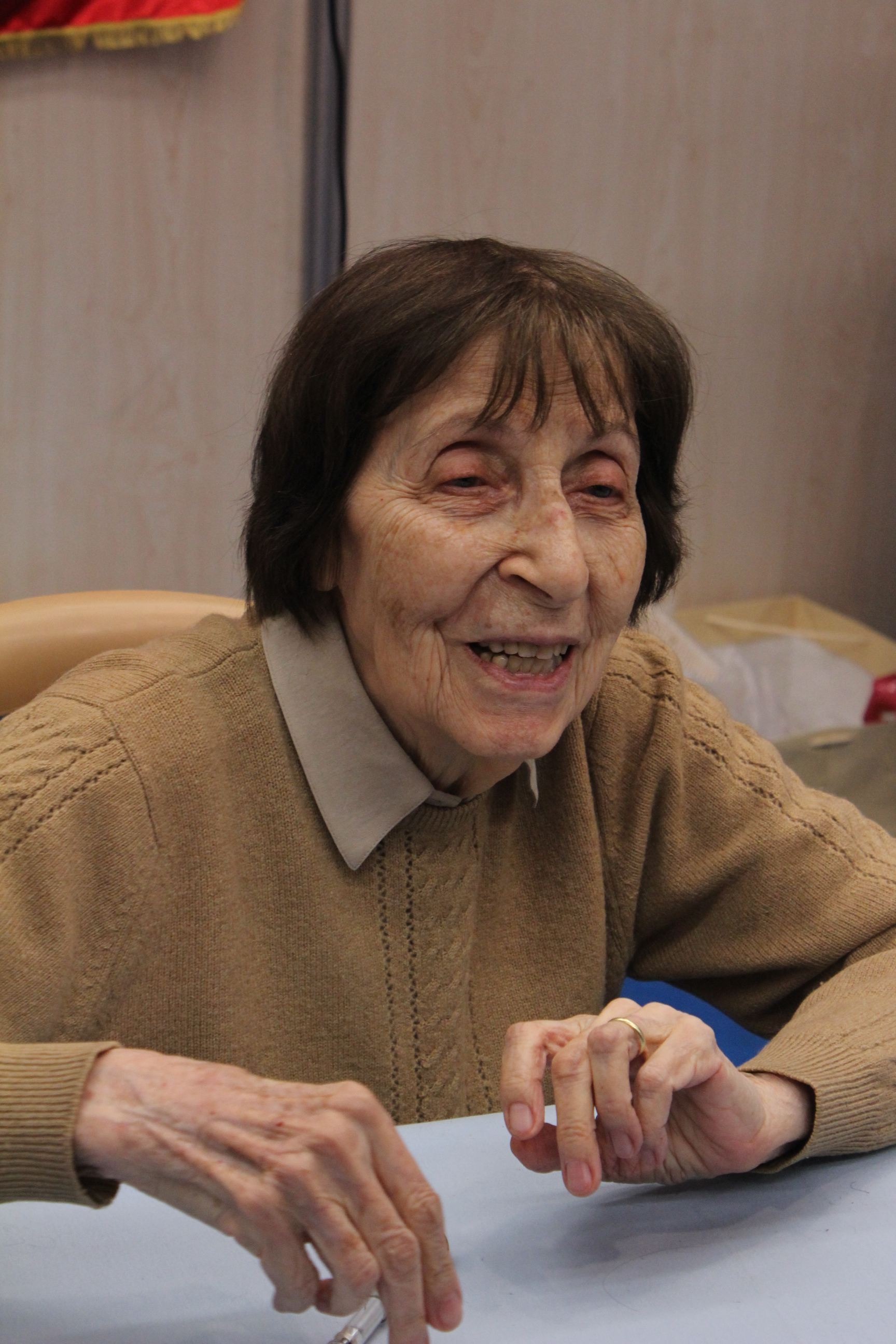
Rahşan Ecevit (2015)

Zekiye Rahşan Ecevit (* 1923 in Bursa; † 17. Januar 2020 in Ankara) war eine türkische Schriftstellerin und Politikerin. Sie war mit dem ehemaligen türkischen Ministerpräsidenten Bülent Ecevit verheiratet.

## Leben
Rahşan Aral wurde 1923 als Tochter von Namık Zeki Aral und dessen Ehefrau Zahide Aral in Bursa geboren. Ihre Familie lebte eigentlich in Şebinkarahisar im Nordosten der Türkei, war aber 1920 aus Thessaloniki gekommen. Rahşan besuchte das amerikanische Robert College in Istanbul. 1946 heiratete sie ihren Klassenkameraden Bülent Ecevit.
1974 wurde Bülent Ecevit erstmals Ministerpräsident der Türkei. Nach dem Militärputsch von 1980 wurde Ecevit verhaftet und durfte nicht mehr in die aktive Politik. Ecevits Partei, die Cumhuriyet Halk Partisi (CHP), wurde verboten. Am 14.  November 1985 gründete Rahşan Ecevit die sozialdemokratische Demokratik Sol Parti und führte sie bis zur Aufhebung von Bülent Ecevits Betätigungsverbot im Jahr 1987.
Zwischen 1989 und 2004 war Rahşan Ecevit Vizepräsidentin der Partei und zuständig für die Struktur der Partei. Am 17. Januar 2010 wurde sie Vorsitzende der neu gegründeten Demokratik Sol Halk Partisi (DSHP), da die DSP zunehmend vom politischen Kurs Bülent Ecevits abgewichen war und bei den Wahlen kaum noch Chancen hatte, die 10-Prozent-Hürde zu überspringen. Doch die DSHP existierte nur kurz. Nachdem Kemal Kılıçdaroğlu neuer Vorsitzender der CHP geworden war, trat Ecevit mit vielen anderen DSHP-Gründern der CHP bei und die DSHP wurde aufgelöst.
Ecevit starb am 17. Januar 2020 in einem Krankenhaus in Ankara.

## Werke
- Tohum. Çağlayan Yayınevi, Istanbul 1955
- Siyasal yaşamimizda DSP'nin yeri. Sistem, Ankara 1986
- Pülümür'de aşk: 1960'lar Türkiyesi'nden bir kesit: bir perdelik oyun. Doğan, Istanbul 2002
- Türkiye adeta Amerikan işgâli altına girdi. DSP, Ankara 2003